# Octavio José Obregón Díaz
Octavio José Obregón Díaz (Ciudad de México, 19 de diciembre de 1945) es un físico, investigador, catedrático y académico mexicano. Se ha especializado en el estudio e investigación de la gravitación, la astrofísica relativista, la supergravitación, la teoría de campos y la teoría de cuerdas.

## Estudios y docencia
Realizó la licenciatura en Física en la Facultad de Ciencias de la Universidad Nacional Autónoma de México (UNAM) cuyo título obtuvo en 1969 y un doctorado en la Universität Konstanz en Alemania que obtuvo en 1973.
Entre 1973 y 1974 perteneció al Instituto de Astronomía de la Universidad Nacional Autónoma de México. En 1974 ingresó a la Universidad Autónoma Metropolitana Unidad Iztapalapa (UAM-I) en donde permaneció hasta 1991, y donde fundó el área de Gravitación y Astrofísica del Departamento de Física. Desde 1992 a la fecha es profesor-investigador en la División de Ciencias e Ingenierías (anteriormente Instituto de Física) del Campus León de la Universidad de Guanajuato. De 1992 a 2002 fue director de esta misma institución.

## Investigador y académico
En la década de 1980 realizó estudios sobre las aplicaciones de la supergravedad en la cosmología cuántica, sus investigaciones despertaron el interés de Stephen Hawking, con quien realizó trabajos en coautoría. Posteriormente realizó investigaciones sobre modelos cosmológicos cuánticos supersimétricos cuyos primeros resultados mostraron que el método no selecciona un estado preferente del Universo. A finales de la década de 1990 y principios de la de 2000 se especializó en el estudio de los modelos cuánticos de la materia y su evolución en el Universo. Junto con sus colaboradores mostró modelos en los que se propone la dualidad-S en teorías de norma de la gravitación y supergravitación. Posteriormente realizó estudios sobre modelos de cosmología cuántica no conmutativa proponiendo además una generalización no conmutativa de la gravedad. En 2010 propuso una generalización de la entropía que depende solo de la probabilidad y la ha explorado en conexión con holografía y gravedad.
Es investigador emérito del Sistema Nacional de Investigadores y miembro del Consejo Consultivo de Ciencias de la Presidencia de la República. Ha sido formador de instituciones y de grupos de investigación en México. Tiene más de ciento cincuenta artículos de investigación.
Entre sus colaboradores destacan figuras de la física teórica como Stephen Hawking, Jerzy Plebański, Jorge Pullin, Rodolfo Gambini, Juan José Giambiagi entre otros.

## Premios y distinciones
- Premio de la Investigación Científica por la Sociedad Mexicana de Física en 1995.
- Mención honorífica de la Gravity Research Foundation en 1997.
- Fellow de la American Physical Society en 1999.
- Premio Estatal de Ciencias “Alfredo Duges” por el Gobierno del Estado de Guanajuato en 1999.
- Premio Nacional de Ciencias y Artes en el área de Ciencias Físico-Matemáticas y Naturales por la Presidencia de la República (México) en 1999.[5]
- Miembro e la Academia de Ciencias de América Latina (ACAL) desde 2004.
- Premio Elsevier en 2009.
- Investigador Emérito por el Sistema Nacional de Investigadores desde 2011.
- Miembro titular de la Academia Mexicana de Ciencias desde 2012.
- Premio Nacional a la Investigación Socio Humanística, Científica y Tecnológica de la Universidad Autónoma de San Luis Potosí, 2011.[6]
- Premio al Desarrollo de la Física en México por la Sociedad Mexicana de Física en 2012.[7]
- Doctor honoris causa por la Universidad Autónoma Metropolitana en 2012.[8]
- Premio Crónica a la Ciencia y Tecnología por el Grupo Editorial Crónica en 2015.[9]
- Doctor honoris causa por la Benemérita Universidad Autónoma de Puebla en 2016.[10]
- Doctor honoris causa por la Universidad de Guanajuato en 2018[11]